# Contea di Osceola (Florida)
La contea di Osceola (in inglese Osceola County) è una contea della Florida, negli Stati Uniti. Il suo capoluogo amministrativo è Kissimmee.

## Geografia fisica
La contea ha un'area di 3.901 km² di cui il 12,24% è coperta d'acqua. Confina con:
- Contea di Orange - nord
- Contea di Brevard - nord-est
- Contea di Indian River - est
- Contea di Okeechobee - sud-est
- Contea di Highlands - sud
- Contea di Polk - ovest
- Contea di Lake - nord-ovest

## Storia
La contea di Kissimmee fu creata nel 1887 e fu chiamata così per il capo indiano Osceola il cui nome significa "Il cantore della bevanda nera". Il 21 luglio del 1821 la Florida fu divisa in due contee, Escambia ad ovest e St. John's a est. Nel 1887 dalle contee di Orange e Brevard venne creata la Contea di Osceola. Prima del 1917, quando venne creata la contea di Okeechobee, la contea di Osceola arrivava a sud fino al lago Okeechobee.

## Città principali
- Kissimmee
- St. Cloud

## Politica
| Anno | Repubblicani | Democratici | Altri |
| ---- | ------------ | ----------- | ----- |
| 2004 | 52,5%        | 47%         | 0,6%  |
| 2000 | 47,1%        | 50,6%       | 2,3%  |
| 1996 | 39,4%        | 47%         | 13,5% |
| 1992 | 42,3%        | 33,2%       | 24,5% |
| 1988 | 68,1%        | 31,3%       | 0,6%  |